# Bistrica (Žepče)
Pour les articles homonymes, voir Bistrica.
Bistrica (en cyrillique : Бистрица) est un village de Bosnie-Herzégovine. Il est situé dans la municipalité de Žepče, dans le canton de Zenica-Doboj et dans la fédération de Bosnie-et-Herzégovine. Selon les premiers résultats du recensement bosnien de 2013, il compte 1 063 habitants.

## Géographie
Le village est situé à la confluence de la Bistrička rijeka et de la Bosna (un affluent de la Save).

## Démographie

### Évolution historique de la population dans la localité
| 1948 | 1953 | 1961 | 1971  | 1981  | 1991  | 2013  |
| ---- | ---- | ---- | ----- | ----- | ----- | ----- |
| -    | -    | 855  | 1 036 | 1 119 | 1 192 | 1 063 |

|  |